# بیسبال در المپیک تابستانی ۱۹۳۶
بیسبال در بازی‌های المپیک تابستانی ۱۹۳۶ نام رویداد ورزش بیسبال در بازی‌های المپیک تابستانی بود که در سال ۱۹۳۶ برگزار شد.